# Battaglione universitario romano
Il Battaglione universitario romano fu un corpo di volontari formato da studenti dell'Università di Roma La Sapienza, che combatté in Veneto durante la prima guerra d'indipendenza italiana nel 1848 e si distinse nell'Assedio di Roma nel 1849.

## 1848, prima guerra di indipendenza

### Primavera dei popoli
Nel 1848, tutta l'Europa fu percorsa da un moto di cambiamento politico, che partì dal basso, noto come "Primavera dei popoli".
Anche l'Italia fu coinvolta: a gennaio scoppiò la Rivoluzione indipendentista siciliana del 1848; tra gennaio e marzo il re delle Due Sicilie e quello di Sardegna dovettero concedere la Costituzione dietro pressione della popolazione; a marzo veneziani e milanesi si rivoltarono contro i dominatori austriaci, i primi costituendo la Repubblica di San Marco e i secondi cacciando gli austriaci dopo una lotta passata alla storia come le "Cinque giornate di Milano". Il 23 marzo il Re di Sardegna, Carlo Alberto, dichiarò guerra all'Impero austriaco, dando inizio alla prima guerra di indipendenza.

### Costituzione del Battaglione e del Corpo d'operazione pontificio

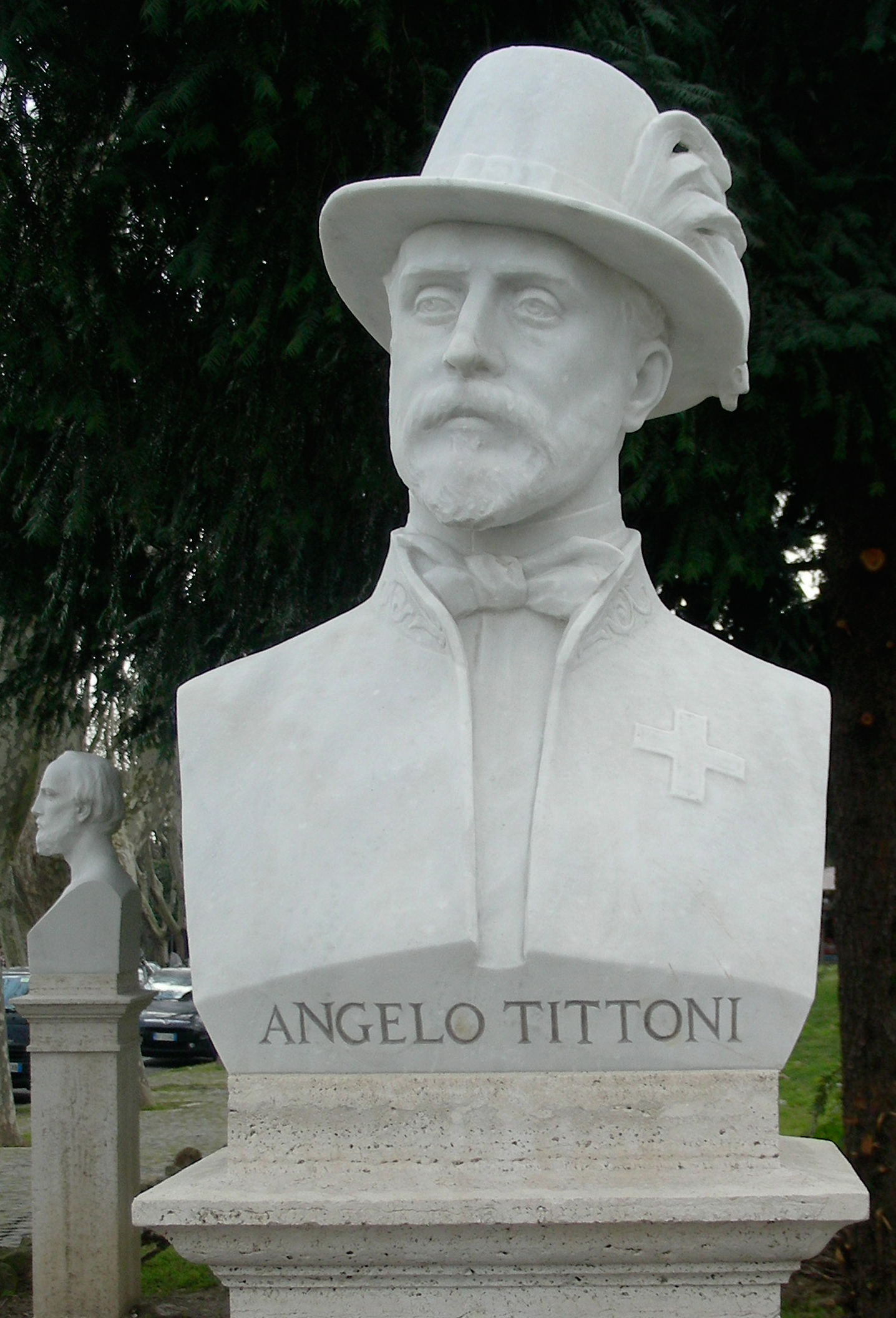
Busto di Angelo Tittoni, primo comandante del Battaglione universitario romano, raffigurato con la divisa del Battaglione universitario

Come in tutta Italia, anche a Roma si fecero avanti i volontari; gli studenti dell'Università della Sapienza raccolsero le adesioni al Caffè della Sapienza, in piazza del Popolo e nel Colosseo. Fu così formato il Battaglione universitario romano, anche detto "dei  tiragliatori". Tra i volontari del battaglione ci furono Achille Ballarati, Cesare Scarinci, Luigi Ceccarini, Giacomo Bracci, Giuseppe Toscanelli, Ercole Roselli e Filippo Zamboni. 
Il governo di papa Pio IX, con ordinanza ministeriale del 23 marzo, ordinò la formazione di un Corpo di Operazione con lo scopo di «procedere alla difesa e sicurezza dei domini pontifici, nonché alla concorde azione delle forze nazionali italiane». Sotto il comando del generale piemontese Giovanni Durando e del suo secondo Massimo d'Azeglio, furono costituiti quattro reggimenti di fanteria, due di cavalleria, tre batterie di artiglieria da campagna, una compagnia di artificieri e due del genio. I volontari furono posti sotto il comando del generale Andrea Ferrari.
Il 25 marzo i volontari furono radunati a piazza del Popolo, dove il Battaglione ricevette le bandiere di guerra, preparate dagli studenti Augusto Silvagni, Luigi Alibrandi e Gaspare Finali. Erano due tricolori italiani orizzontali, col rosso in alto e una croce di velluto rosso al centro della fascia bianca, in quanto gli italiani che combatterono la guerra contro gli austriaci la consideravano una "crociata"; il puntale della lancia, in metallo bianco traforato, recava le lettere "BU", «Battaglione Universitario»; l'asta era decorata da due fasce oro e argento, i colori dello Stato Pontificio, ed era rivestita di velluto rosso e decorata con chiodi di ottone.
Il corpo di spedizione uscì da Porta del Popolo; davanti alle due Legioni Romane marciavano le tre compagnie del Battaglione universitario, comandate dal colonnello Angelo Tittoni. Ad Ancona gli studenti romani ricevettero le divise da due barnabiti, Alessandro Gavazzi e Ugo Bassi; la tunica, a cinque bottoni di ottone con croce di panno rosso cucita in alto a sinistra, e i pantaloni erano in panno turchino scuro; la banda dei pantaloni e i paramani della giubba erano verdi, così come il colletto; il copricapo era un cappello alla calabrese, a cupola, con fascia di velluto verde e cinque penne di cappone ricadenti all'indietro; la cintura con cartucciera era in cuoio nero.
I volontari raggiunsero Cesena, poi Bologna, dove al Battaglione universitario si aggiunsero altre due compagnie di volontari, e infine Ferrara, per poi attraversare il Po a Lagoscuro ed entrare così in Veneto.

### Battaglie di Montebelluna e Cornuda

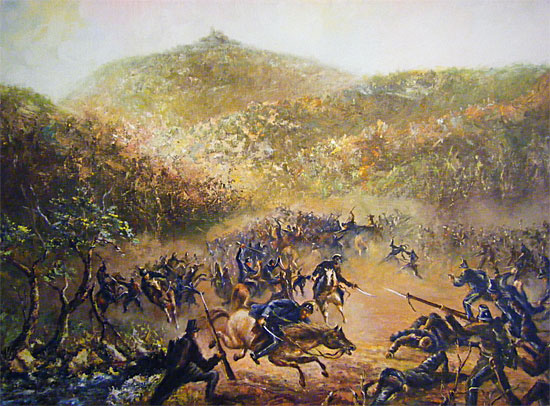
Ferdinando Bucci, La battaglia di Cornuda

La campagna del Veneto iniziò con una ferale notizia: l'esercito di spedizione romano fu infatti raggiunto dalla comunicazione dell'allocuzione «Non semel» di papa Pio IX del 29 aprile, con la quale il Pontefice aveva deciso di disimpegnarsi dalla guerra, subito seguito dal granduca toscano Leopoldo II e dal re napoletano Ferdinando II. Cionondimeno, le truppe romane di Durando, come un piccolo contingente di quelle napoletane comandate da Guglielmo Pepe, decisero di restare in Veneto a combattere e a difendere le città venete libere. Le fasce oro e argento delle bandiere, colori papalini, furono allora sostituite con tre fasce, rossa-bianca-verde.
Il Battaglione universitario fu impegnato all'inizio di maggio a Montebelluna, in una serie di scontri in cui i generali romani, Giovanni Durando e Andrea Ferrari, non riuscirono a coordinarsi e permisero al generale austriaco Nugent di raggiungere Vicenza e poi Verona.
L'8 maggio le forze di Ferrari, tra cui il Battaglione universitario, combatterono nella battaglia di Cornuda; anche in questa occasione gli austriaci ebbero la meglio a causa dello scarso coordinamento dei comandanti romani, col mancato arrivo delle truppe di Durando. Al termine della battaglia, Ferrari si ritirò su Treviso, che le sue forze dovettero difendere il 12 maggio dall'attacco degli austriaci.

### Le due battaglie di Vicenza

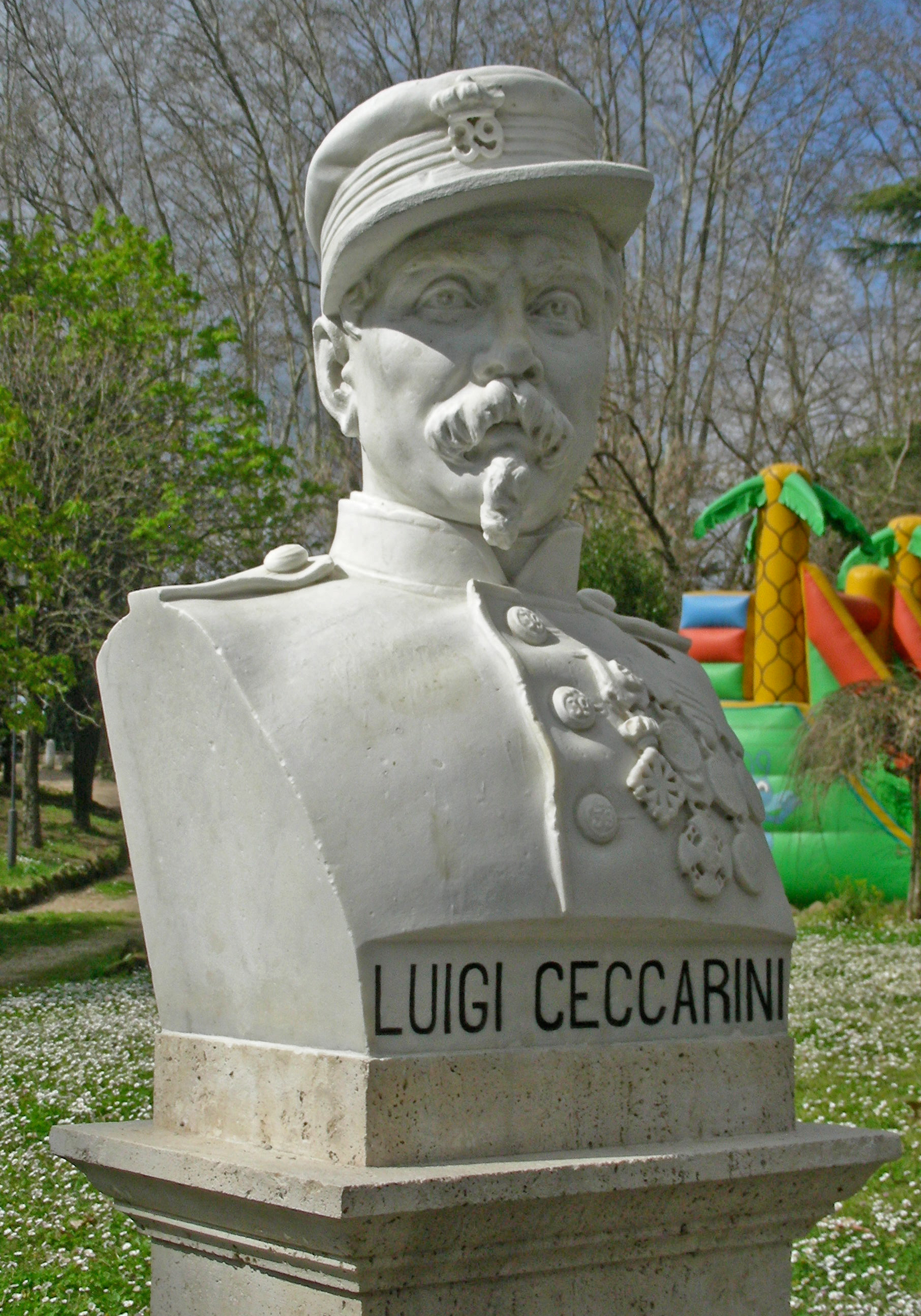
Il maggiore Luigi Ceccarini divenne comandante del Battaglione universitario a seguito degli eventi di Vicenza

Ripiegati su Vicenza, con l'aiuto della guardia civica locale, i volontari del Battaglione universitario difesero la città veneta il 20 maggio e poi ancora il 24 maggio (le cosiddette «cinque giornate di Vicenza»), riuscendo a respingere gli attacchi austriaci, che infine levarono la minaccia. In questa occasione cadde Raffaele Rolli, di Bologna, appartenente alla 2ª compagnia.
Il 10 giugno, a seguito della battaglia di Vicenza, gli austriaci di Josef Radetzky riuscirono ad accerchiare la città veneta; il Battaglione universitario fu coinvolto negli scontri, e collaborò alla difesa della città occupando Villa Almerico Capra detta la Rotonda e la vicina Villa Valmarana "Ai Nani". In questa occasione morì il sergente Barberi e si ebbero 19 feriti gravi tra gli studenti; 17 feriti leggeri furono fatti prigionieri dal nemico. Il 20 giugno gli austriaci lanciarono l'attacco decisivo a Vicenza: numerosi studenti romani furono feriti e il Battaglione costretto a ritirarsi. Durando e Radetzky concordarono una resa onorevole: il Corpo di operazione romano sarebbe potuto tornare dietro il Po, ma in compenso si sarebbe astenuto dal partecipare agli scontri per tre mesi. Alla notizia della resa, gli studenti, frustrati, spararono alla bandiera bianca fatta innalzare da Durando.
Dopo aver passato la notte nell'Ospedale Maggiore di Vicenza, il Battaglione universitario guidò la colonna del Corpo di Operazioni all'uscita dalla città, in pieno assetto da guerra. Per scherno, gli austriaci, che erano disposti su due file ai lati della strada, suonarono gli inni italiani; solo con grande fatica il maggiore Luigi Ceccarini, che aveva sostituito il colonnello Tittoni, riuscì ad impedire la reazione degli studenti all'affronto e l'inevitabile strage che ne sarebbe conseguita.

### Fine della prima guerra d'indipendenza
Il Battaglione universitario ripiegò su Ferrara, dove fu accolto con affetto dalla popolazione, e di qui a Bologna, dove gli studenti parteciparono all'insurrezione contro gli austriaci dell'8 agosto. Il giorno successivo fu firmato l'armistizio di Salasco, col quale Piemontesi e Austriaci interrompevano le ostilità.
Una parte del Battaglione, guidato da Luigi Ceccarini, attese la fine dei termini dell'armistizio e si recò prima a Ravenna e poi a Venezia, a combattere per la difesa della città assediata dagli austriaci, fino alla resa, avvenuta il 22 agosto 1849. Una seconda parte, comandata dal capitano Rubicondo Barbetti, tornò invece a Roma.
La campagna del Veneto fu pagata con 21 caduti negli scontri di Cornuda (8 maggio), Treviso (12 maggio) e Vicenza (20-24 maggio e 10-20 giugno).

## Difesa della Repubblica Romana

### Ricostituzione del Battaglione universitario
Con l'assassinio di Pellegrino Rossi e la fuga di papa Pio IX a Gaeta, a Roma sorse un Governo Provvisorio, che, tra i primi atti, formò una Commissione per l'Organizzazione del Battaglione universitario, a capo della quale fu nominato Pasquale De Rossi, professore di diritto romano. La Commissione produsse il Regolamento per le Vestimenta ed Armamento dei Militi del Battaglione Civico Universitario, datato 31 dicembre 1848 e uno Statuto Organico del Battaglione Civico Universitario Romano; il ministro dell'Interno, Carlo Armellini, firmò il secondo l'8 gennaio 1849 e approvò il primo due giorni dopo. Il Battaglione universitario avrebbe dovuto essere composto da 8 compagnie e avrebbe dovuto accogliere tra le sue file i veterani della Campagna del Veneto, gli studenti, professori e impiegati dell'Università, gli studenti dell'Accademia nazionale di San Luca, oltre ai liceali di almeno 18 anni; i soldati scelsero come proprio comandante proprio De Rossi, che fu quindi nominato Tenente Colonnello. Tra i volontari del battaglione ci furono Francesco Podesti, i fratelli Archibugi e Carlo Rinaldini.
Il 22 marzo si riorganizzò il Battaglione in due gruppi, Stanziario e Mobilizzato, si aprì un ingresso in piazza Sant'Eustachio per permettere l'accesso ai Quartieri del Battaglione nella sede dell'Università e si affidarono gli arruolamenti a quattro responsabili: Giulio Cesare Bonafini, presso l'Università La Sapienza, il conte Luigi Rasponi, Alessandro Rossi e Marco Liverani presso le altre Università. Una settimana dopo, il 29 marzo, il Battaglione fu inserito nei Corpi franchi comandati da Giuseppe Garibaldi: delle otto compagnie previste erano pronte solo due, per un totale di 300 uomini, e il comando, causa l'età di De Rossi, fu affidato al maggiore Ercole Roselli.

### Difesa del Gianicolo
Il 26 aprile 1849, il generale francese Nicolas Charles Victor Oudinot sbarcò a Civitavecchia con 6.000 uomini, con lo scopo di rovesciare la Repubblica e rimettere sul trono Pio IX. Il 29 aprile il Battaglione universitario fu passato in rassegna in piazza Santa Maria in Trastevere dai deputati della Costituente Romana; gli studenti, che avevano impegnato anche oggetti personali per armarsi, erano divenuti tanti da formare quattro compagnie.
Il giorno successivo, 30 aprile 1849, il Battaglione universitario fu impegnato nel suo battesimo di fuoco. Alle 10.00, infatti, si udirono i colpi di arma da fuoco provenienti dal Gianicolo, e il Battaglione si diresse sul posto sotto il comando del colonnello Pallavicini, che aveva sostituito Roselli. Per ordine di Garibaldi, 200 uomini della prima compagnia del capitano Filippo Zamboni uscirono da Porta San Pancrazio, mentre i restanti 100 rimasero all'interno delle mura; fu dato l'ordine di occupare e tenere Villa Doria Pamphilj. Gli italiani si scontrarono con i francesi, riuscendoli a mettere in fuga e conquistando un'importante vittoria; il Battaglione, però, fu ridotto a 120 uomini validi, che furono condotti a San Pietro in Montorio per rifocillarsi dal tenente Donzelli. Il capitano Raffaele Silli, Aiutante Maggiore, sostituì il colonnello Pallavicini, scomparso (si scoprì in seguito che era un collaboratore francese).

### Battaglia di Palestrina
Dopo l'invasione francese, anche re Ferdinando II di Borbone invase il territorio repubblicano, avvicinandosi a Roma da sud con circa 10.000 soldati. Garibaldi uscì allora dalla città il 4 maggio, con un contingente composto dal Battaglione universitario, comandato dal tenente Trusiani, e dal Battaglione dei bersaglieri lombardi di Luciano Manara, per un totale di 2.300 uomini. Dopo essere passati per Tivoli il 7, il 9 maggio si scontrarono col nemico a Valmontone e poi Palestrina, occupando la città e tenendola anche per il giorno successivo; infine le truppe tornarono a Roma nottetempo, a marce forzate.
Dopo un giorno di riposo, i soldati del Battaglione universitario furono impegnati fino al 1º giugno nella guardia dei punti strategici della città, tra cui il Casino dei Quattro Venti, Villa Corsini, e il Pincio. Tra il 16 e il 27 maggio si affrontarono le truppe repubblicane e quelle napoletane, in una serie di manovre che culminarono nella battaglia di Velletri del 19 maggio; il Battaglione universitario non era stato aggregato a causa delle perdite subite negli scontri di Palestrina e Valmontone, ma la mancata partecipazione causò veementi proteste, tanto che il capitano Raffaele Silli si dimise e fu rimpiazzato dal capitano medico Silvestro Maganzini.
In questo periodo fu formata e aggregata al Battaglione universitario una quinta compagnia, formata da studenti perugini.
Il 3 giugno, malgrado la tregua, i francesi attaccano di sorpresa Villa Doria Pamphili, Villa Corsini e il Vascello. Il Battaglione universitario fu inviato al Palatino, e di lì a porta San Pancrazio, a partecipare in scontri che richiesero un tributo di sangue non indifferente.

### Difesa dei Monti Parioli

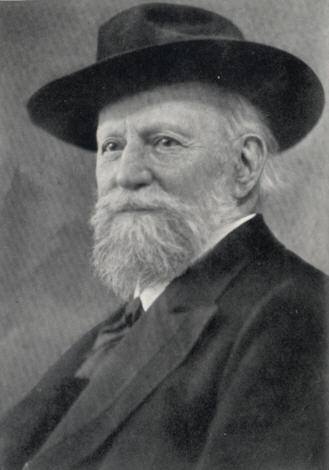
Filippo Zamboni, che in veste di capitano comandò il Battaglione Universitario nella difesa di porta San Pancrazio (30 aprile) e dei Monti Parioli (1-11 giugno)

Il 1º giugno, il capo di stato maggiore dell'esercito repubblicano, Carlo Pisacane, aveva ordinato al capitano Filippo Zamboni di attestare il Battaglione sui Monti Parioli, in modo da controllare le manovre dei francesi attorno a ponte Milvio.
L'11 giugno il Battaglione fu mandato di rinforzo al Gianicolo, ma a seguito di movimenti di truppe francesi ai Parioli fu rimandato indietro, a presidiare Villa Poniatowsky, per impedire ai francesi di tagliare i ponti sull'Aniene. Un gruppo di esplorazione, inviato da Zamboni a controllare i movimenti nemici vicino Vigna Polverosi, ingaggiò uno scontro con superiori forze nemiche, composte dai volteggiatori del 13º Reggimento di linea francese comandati dal capitano Leclerc. Lo scontro fu sanguinoso, e il Battaglione subì gravi perdite, tra cui quelle dei giovanissimi fratelli Archibugi, del mantovano sedicenne Ciro Finzi e di altri cinque studenti, mentre il capitano Gaetano Golinelli, comandante della 2ª compagnia, fu fatto prigioniero. Durante lo scontro a fuoco, uno studente appoggiò i cadaveri dei compagni caduti ad una colonna romana su cui scrisse, col sangue, Ulciscendis, «A coloro che devono essere vendicati».
I rinforzi francesi riuscirono a prendere e passare ponte Milvio, e iniziarono a salire in forza verso le posizioni tenute dagli studenti, la cui situazione, malgrado il rinforzo della 5ª compagnia di studenti perugini, si faceva sempre più difficile. Solo l'ordine di ritirata di Carlo Pisacane salvò il Battaglione, che ripiegò su Villa Borghese.
Gli ultimi tre caduti si ebbero in occasione degli scontri del 29 e 30 giugno; la Repubblica Romana si sciolse il 1º luglio, il Battaglione universitario la seguì il 6 luglio. La difesa della Repubblica Romana era costata 27 vite.